# Байконис (Байтерецький район)
Байкони́с (каз. Байқоныс) — село у складі Байтерецького району Західноказахстанської області Казахстану. Адміністративний центр Байкониського сільського округу.
До 2023 року село називалось Трекино.
Населення — 3563 особи (2021; 1781 у 2009, 1370 у 1999, 81 у 1989).